# Marcelo Alfaro
Marcelo Alfaro (Buenos Aires; 12 de febrero de 1953 - Buenos Aires; 16 de abril de 2012) fue un actor y director de teatro argentino.

## Biografía
Era sobrino del actor Emilio Alfaro.  
Estudió con los directores de teatro Agustín Alezzo y Alberto Ure. 

## Carrera
Durante tres décadas, participó como actor de reparto en diversos programas de televisión, tales como  Sos mi vida, Los cuentos de Fontanarrosa, El deseo, Los médicos de hoy, Cosecharás tu siembra (1991), Mi cuñado (1993), Como pan caliente (1996), De corazón (1997), Rebelde Way (2002), Se dice amor (2005) y en Montecristo, su última actuación. 
Dirigió en varias oportunidades a Gerardo Romano en obras de teatro como A Corazón Abierto, Posdata: Tu gato ha muerto y Sexo droga y rock and roll, pieza con la que obtuvo el Premio al mejor Espectáculo. Alfaro también dirigió a Jean Pierre Noher en Travelling. Trabajó en escena junto a China Zorrilla, Alicia Bruzzo y Virginia Lago. 
En su tarea docente encabezó el taller de actuación en la Academia de Danza de Reina Reech.

## Enfermedad y Fallecimiento
Falleció el 16 de abril de 2012, a los 59 años de edad en un sanatorio de Buenos Aires en Argentina donde estaba internado por una enfermedad hepática. Sus restos fueron inhumados en el Panteón de Actores del Cementerio de la Chacarita.

## Filmografía
- La demolición (2005)
- Diario de un nuevo mundo (2005) …. Marqués Valdelirios
- Dibu 3, la gran aventura (2002) …. General
- Nunca estuve en Viena (1989) …. Juan Ignacio
- Sentimientos: Mirta de Liniers a Estambul  (1987) …. Pablo
- Gran Valor en la Facultad de Medicina  (1981) …. Alfredo Marqués
- Contragolpe (1979) …. Gigolo 1
- Comedia rota (1978)
- ¿Qué es el otoño? (1977) …. Estudiante de arquitectura
- Juan que reía (1976)
- La guerra del cerdo (1975)

## Televisión
- El hombre que volvió de la muerte (2007) … Fiscal
- Montecristo (2006) … Juez Raúl Granados
- El tiempo no para (2006)…. Juan
- Se dice amor (2005-2006) … Adolfo Tanoyra
- Floricienta (2005) … Padre de Olivia Fritzenwalden
- El deseo (2004) … Funes
- Costumbres argentinas (2003) … Abogado de Antonio
- Infieles (1-4-2003) (episodio "El cambio")
- Rebelde Way (2002-2003)… Fabrizzio Spirito / … (5 episodios).
- Cuatro amigas (2001) … Fernando
- 30/30 (2001) … Demetrio Morel
- Los médicos de hoy … El Lobo Millán
- Mamitas (1999) … Pedro
- Verano del 98 (1999)
- Chiquititas (1998)
- De corazón (1997)
- Archivo Negro (1997) … Fiscal
- Como pan caliente (1996)
- El amor tiene cara de mujer (1994) … Julio
- Con alma de tango (1994) … Mario
- Mi cuñado (1993) … Padre Luis
- Antonella (1992) … Dr. Gustavo Dondo (1 episodio)
- Cosecharás tu siembra (1991) … Gustavo
- Amigos son los amigos (1990) … Cacho Fernández
- Amándote (1988) … Mario Soria
- Como la hiedra (1987) … Iván
- Amor prohibido (1986)
- Venganza de mujer (1986) … Patricio Morandi
- El pulpo negro (1985) … Empleado de Correo
- Rompecabezas (1985) … Enrique
- Esa provinciana (1983) … Eduardo
- María, María y María (1980) … Alejandro